# San Vito Volley 2009-2010
Questa voce raccoglie le informazioni riguardanti il San Vito Volley nelle competizioni ufficiali della stagione 2009-2010.

## Organigramma societario
Area direttiva
- Presidente: Luigi Sabatelli

Area tecnica
- Allenatore: Cosimo Lo Re
- Allenatore in seconda: Iolanda Semeraro
- Scout man: Roberto Bianchi

Area sanitaria
- Medico: Giovanni Roma
- Fisioterapista: Anna Maria Marrazzo
- Preparatore atletico: Elmiro Trombino

## Rosa
| N° | Nome                   | Ruolo | Data di nascita  | Nazionalità sportiva |
| -- | ---------------------- | ----- | ---------------- | -------------------- |
| 2  | Stefania Positello     | C     | 25 febbraio 1984 | Italia               |
| 3  | Vittoria Rapice        | C     | 1º giugno 1986   | Italia               |
| 4  | Elisangela Pereira     | S     | 29 aprile 1980   | Brasile              |
| 5  | Aleksandra Rynk        | P     | 14 dicembre 1988 | Italia               |
| 6  | Rosa Maria Hechavarria | S     | 12 febbraio 1982 | Italia               |
| 6  | Iole Carbone           | S     | 5 gennaio 1993   | Italia               |
| 7  | Sanja Hanusić          | S     | 17 luglio 1986   | Serbia               |
| 8  | Sonia Mazzotta         | C     | 26 gennaio 1993  | Italia               |
| 9  | Ramona Aricò           | O     | 30 ottobre 1985  | Italia               |
| 10 | Beatrice Zanotti       | C     | 19 luglio 1976   | Italia               |
| 11 | Valeria Pesce          | P     | 12 ottobre 1988  | Italia               |
| 12 | Vanessa Zingarello     | C     | 21 aprile 1994   | Italia               |
| 13 | Fabiola Facchinetti    | C     | 30 aprile 1989   | Italia               |
| 14 | Beatrice Quintini      | S     | 14 gennaio 1989  | Italia               |
| 15 | Valentina Scilla       | L     | 2 maggio 1981    | Italia               |